# Clase Tang
La clase Tang es la primera clase de submarinos en la Armada de los Estados Unidos diseñada y construida después de la Segunda Guerra Mundial. Incorpora la tecnologías desarrolladas durante la misma por los alemanes y aplicada en sus submarinos del Tipo XXI. Son buque de propulsión diésel-eléctrica donde se ha procurado que la velocidad en inmersión sea mayor que en superficie, y también se ha aumentado la autonomía en inmersión.
Recibieron el nombre de seis submarinos estadounidenses perdidos durante la Segunda Guerra Mundial, de los cuales la mayoría de sus oficiales al mando murieron en combate mientras combatían buques de superficie japoneses.
La clase Skate es morfológicamente idéntica a la clase Tang siendo la principal diferencia que la propulsión de los Skate era nuclear.

## Antecedentes históricos
Al finalizar la Segunda Guerra Mundial la Marina de los Estados Unidos disponía de una numerosa flota de submarinos modernos. Sus submarinos solo estaban en prestaciones por debajo de los alemanes del tipo XXI. Pero la diferencia con el tipo XXI era cualitativa, estos se basaban en un nuevo paradigma de diseño, y de forma similar al HMS Dreadnought dejó obsoletos a los modelos anteriores. Todos los submarinos en ese momento, se desarrollaron sobre la base de supuestos conceptuales derivados directamente de la Primera Guerra Mundial En virtud de la Conferencia de Potsdam, tanto el Reino Unido, los Estados Unidos, Francia y la URSS recibieron unidades de los submarinos alemanes incautados del tipo XXI, "electroboots". Estos países trataron de aprovechar al máximo las soluciones de diseño utilizadas en estos submarinos los más modernos de la Segunda Guerra Mundial, que fueron un gran avance en el campo de la construcción de submarinos. Las características distintivas básicas de los Tipo XXI fueron la velocidad sumergidos más alta que la velocidad de la superficie y el muy largo tiempo de inmersión en comparación con otros submarinos de la época. Estas características los convirtieron en submarinos reales, y frente a los contemporáneos sumergibles: buques de superficie con la posibilidad de una corta inmersión.
Después de analizar las operaciones submarinas durante la Segunda Guerra Mundial, incluidas las experiencias propias de las operaciones antisubmarinas en el Atlántico y las operaciones submarinas en el Pacífico, así como las experiencias alemanas, el comando técnico de la marina estadounidense llegó a la conclusión de que en una posible futura guerra submarina sería significativamente diferente a la guerra pasada. Se observó tanto el aumento de las capacidades técnicas de los submarinos con un debilitamiento simultáneo de la capacidad de las fuerzas de superficie para realizar operaciones efectivas de guerra antisubmarina. Tampoco escapó a la vulnerabilidad de los submarinos de la Segunda Guerra Mundial a los ataques de la aviación y las unidades de superficie rápidas. Y por otro lado se consideró el hundimiento del submarino alemana U-864 por el submarino británico HMS Venturer, estando ambos sumergidos. Fue la primera, y única, vez que un submarino sumergido hunde a otro también sumergido, no en superficie.
Poco después del final de la Segunda Guerra Mundial, las relaciones entre los recientes aliados comenzaron a deteriorarse rápidamente. La continua expansión intensiva de la flota soviética , junto con las predicciones estadounidenses de la construcción de submarinos de la URSS a gran escala sin precedentes en la historia, comenzó a generar preocupaciones sobre la capacidad de los países occidentales para mantener despejadas las líneas de comunicación transatlánticas en un posible nuevo conflicto. Teniendo en cuenta la difusión el trabajo alemán en los submarinos con un sistema de propulsión de ciclo cerrado con una turbina Walter y la continuación de este trabajo en la Unión Soviética, la Armada de los Estados Unidos concluyó que pronto podría enfrentarse a las fuerzas submarinas soviéticas con un potencial mucho mayor que el de la Kriegsmarine. La Marina de los EE. UU. asumió que la URSS había comenzado la producción en masa del equivalente del Tipo XXI, y en 1948 uno de los almirantes soviéticos anunció su intención de construir 1.200 submarinos. En 1950, el Informe Hartwell que estudiaba la seguridad del transporte internacional en una guerra futura estimó que la URSS construiría unos cien submarinos por año. Por lo tanto, se volvió muy importante preparar una fuerza capaz de combatirlos. El estudio realizado por analistas navales estadounidenses en 1948, consideró para establecer una barrera relativamente única y efectiva contra los submarinos en un sector de 100 millas náuticas de ancho, se necesitaba colocar de 25 a 70 barcos de superficie en el. En cambio con solo 5 submarinos capaces de escuchar y combatir en silencio en un espacio tridimensional crearía una barrera más efectiva.

## Diseño conceptual
La Marina de los EE. UU. estaba muy interesada en las posibilidades que ofrece un ciclo cerrado independiente del aire externo, para propulsar submarinos capaces de operar en aguas del Atlántico Norte a una velocidad sumergidos de varios nudos mayor que su velocidad máxima de superficie. A principios de 1946, en una conferencia de oficiales de submarinos en Washington, se debatió las ventajas de este tipo de propulsión y las características iniciales se determinaron para un submarino con un desplazamiento de 1.200 toneladas, equipado con un motor Walter con una potencia de 7.500 caballos y una velocidad sumergido de 20 nudos mantenida durante 12 horas. Los estudios realizados por la Oficina de Buques, por razones financieras, preferían un ciclo cerrado basado en oxígeno líquido almacenado y no en peróxido. Sin embargo, el debate en curso sobre el uso de propulsión nuclear para submarinos influyó significativamente en las consideraciones navales sobre el uso de este tipo de propulsión. 
Después de la guerra, varias agencias trabajaron en la propulsión de circuito cerrado. En esta etapa del trabajo, sin embargo, se analizaron muchos conceptos de nuevos submarinos, ambos basados en propulsión de circuito cerrado y formas convencionales de propulsión, sin embargo, se utilizaron de manera similar a las unidades tipo XXI, motores diésel de alta potencia y baterías eléctricas de gran capacidad.
Cuando el proyecto estadounidense de ciclo cerrado se encontraba en la etapa de pruebas en tierra, la Marina de los EE. UU. decidió construir un nuevo tipo de barco del tamaño del alemán tipo XXI, con un sistema de accionamiento de transición, que en ese momento ya estaba tecnológicamente disponible. Los pedidos para el primer y segundo buque Tang se realizaron en agosto de 1947. El Astillero Naval de Portsmouth fue responsable tanto del diseño como de la construcción del nuevo prototipo. En el mismo año, se inició la construcción del primer submarino.

## Tecnología
Los submarinos de clase Tang fueron los primeros submarinos diseñados y construidos por la Armada de los Estados Unidos después de la Segunda Guerra Mundial. Fueron un gran mejora respecto a los submarinos del inicio de la guerra, pero pronto fueron superados por las nuevas tecnologías e investigaciones. Pusieron en práctica las ideas introducidas por los alemanes en el Tipo XXI, mayor importancia a la hidrodinámica sumergido y aumento de la capacidad de las baterías, lo que se tradujo en una mayor velocidad en inmersión que en superficie y un gran aumento en la autonomía sumergido.

### Materiales
Probablemente la innovación más importante de los Tang, y su principal ventaja sobre las conversiones GUPPY contemporáneas, fue un aumento en la profundidad de prueba de 120 m, 400 pies, a 210 m, 700 pies. Esto fue gracias al empleo de acero HY-42, el 42 hace referencia al límite elástico de dicho acero, 42.000 [psi], es decir 290 MPa. El acero mejorado HY-75 no aparecería hasta mediados de la década de 1950 y se emplearía en diseños posteriores. Esto permitió a la clase aprovechar las condiciones oceánicas más profundas para evadir el sonar, así como maniobrar con mayor seguridad a profundidades moderadas.

### Planta motriz
Otra innovación fue la de disponer una planta motriz más compacta, ya que se sabía que la menor eslora favorecía la maniobrabilidad en la profundidad. Para lo cual cada submarino se equipó con cuatro motores diésel EMD 16-338 de Electro-Motive Diesel, con una potencia unitaria de 1.000 CV. Estos motores eran compactos y ligeros gracias a su peculiar morfología. Los motores diésel empleados en casi todos los submarinos, y vehículos en general, se caracterizan por un cigüeñal al que se conectan los pistones dispuestos en línea, en V u opuestos. Este nuevo motor tenía un cigüeñal vertical, y los cilindros estaban dispuestos radialmente más propio de un motor de avión. Por su peculiar forma recibieron el nombre de los motores de panqueque. Su relativamente reducidas dimensiones 4,1 m de altura, 13 1/2 pies, y 1,2 de ancho, 4 pies, permitía instalar los cuatro motores de ocho toneladas en un único compartimento de motores. El objetivo era reducir la longitud total, ya que las pruebas habían demostrado que los submarinos más cortos eran más maniobrables, especialmente en profundidad, y tenían menos resistencia sumergida. Para su funcionamiento en modo eléctrico se instalaron cuatro baterías compactas de plomo-ácido de 126 celdas tipo Guppy para proporcionar una velocidad sumergida alta y sostenida. Y una velocidad máxima de 25 nudos (46 km / h).
Pero cuando a principios de la década de 1950 entraron en servicio, se detectó que dichos motores por su diseño compacto y de alta velocidad los hacía difíciles de mantener, y tendían a derramar aceite en sus generadores. En 1956, la Marina decidió reemplazar los cuatro motores originales de cada submarino por tres motores diésel Fairbanks-Morse  38 8-1 / 8 de diez cilindros en oposición. Estos motores eran similares a los de los barcos de la Segunda Guerra Mundial, pero su potencia aumentada de 1.350 shp (1.010 kW) a 1.600 shp (1.200 kW) cada uno.
Los nuevos motores más grandes se instalaron entre 1957 y 1958 en los cuatro submarinos ya construidos. Para ello fue necesario alargar la sala de máquinas 2.75 m, nueve pies, para lo cual se añadieron tres cuadernas adicionales entre la 69 y la 70. El USS Gudgeon y el USS Harder se construyeron ya para contener motores diésel Fairbanks desde su botadura. Esta planta de propulsión se usó para casi todos los submarinos convencionales estadounidenses posteriores.
El diseño general estaba pensado para  un posible reemplazo futuro de la propulsión por una turbina de peróxido de hidrógeno derivada del submarino tipo XVII, un sistema diésel de ciclo cerrado, o incluso una planta de energía nuclear. Sin embargo, los intentos de desarrollar los dos primeros sistemas no tuvieron éxito, y los reactores nucleares demostraron ser demasiado grandes para acomodarse en el casco de la clase Tang como se pudo apreciar en la clase Shake.

### Armamento
Para evitar turbulencias y mejorar la hidrodinámica esta clase se submarino se diseño sin el tradicional cañón de cubierta. Esta modificación apareció en los tipo XXI y se ha aplicado a todos los submarinos posteriores.
Los tubos de torpedos también fueron rediseñados. Los seis tubos de proa empleaban bombas de expulsión de pistón accionadas por aire comprimido, que forzaron a sacar una porción de agua a través de una válvula deslizante detrás del torpedo para expulsarlo, en lugar del pulso de aire utilizado en diseños anteriores. Debido a que este diseño es algo más silencioso y no libera una burbuja de aire cada vez que se dispara un torpedo, se ha utilizado en todos los diseños de submarinos posteriores en todo el mundo. Los cuatro tubos de popa de las clases anteriores se redujeron a dos tubos más cortos y más simples que no podían acomodar los torpedos antibuque más largos y no tenían capacidad para expulsar torpedos activamente. La proa de las unidades estaba equipada con 6 tubos de torpedos Mark 43 calibre 533 mm, mientras que en la popa disponía dos lanzadores Mark 45 más pequeños con dimensiones de 12 × 120 pulgadas (304 × 3048 mm). Los submarinos de la clase estaban equipados con tubos modelo Mark 43 (proa) y Mark 44 (popa) excepto el "Trout" y el "Harder" estaban equipadas con lanzadores Mark 45 (proa) y Mark 46(popa). Los lanzadores Mk 43 y Mk 45 eran lanzadores hidráulicos, mientras que los lanzadores Mk 44 y Mk 46 no. Inicialmente, los barcos estaban armados con 22 torpedos Mark 27 Mod 4, cuyo modelo básico se puso en servicio en 1944 como un arma destinada a contrarrestar los barcos de escolta. La versión Mod 4 de estos torpedos fue el primer torpedo submarino estadounidense capaz de atacar submarinos enemigos sumergidos. Más tarde, los torpedos Mk 27 Mod 4 fueron reemplazados por torpedos Mk 37. Algunos estudios indican que las unidades de este tipo pueden transportar 26 torpedos sin embargo, solo 22 eran torpedos de combate, los cuatro restantes eran señuelos para confundir al enemigo y sus armas. De los 22 torpedos 6 se almacenaban en los tubos de proa, los 16 restantes se guardaron como repuesto. Los lanzadores Mk 44 y Mk 46, a popa, se usaban para lanzar señuelos. Cada uno de estos lanzadores, aparte de un señuelo almacenado dentro del tubo, tenía señuelo en reserva.

## Miembros de la clase
En octubre de 1946, se ordenaron los dos primeros barcos, el Tang fue construido en el astillero naval de Portsmouth mientras que el Trigger lo fue en el astillero Electric Boat en Groton, Connecticut. En 1947, se adjudicaron contratos a Portsmouth para el Wahoo y a Electric Boat para el Trout. Luego, en 1948, se adjudicaron un par de contratos similares a Portsmouth para el Gudgeon y a Electric Boat para el Harder``. 
Recibieron el nombre de seis submarinos estadounidenses perdidos durante la Segunda Guerra Mundial, de los cuales la mayoría de sus oficiales al mando murieron en combate mientras combatían buques de superficie japoneses.
| Nombre  | Serial | Astillero                 | Puesta de quilla       | Botado                 | Entrada en servicio     | Fate |
| ------- | ------ | ------------------------- | ---------------------- | ---------------------- | ----------------------- | --- |
| Tang    | SS-563 | Portsmouth Naval Shipyard | 18 de abril de 1949    | 19 de junio de 1951    | 25 de octubre de 1951   | Transferido a Turquía 6 de agosto de 1987, dado de baja en 2004, conservado como museo                                                                                     |
| Trigger | SS-564 | Electric Boat             | 24 de febrero de 1949  | 14 de junio de 1951    | 31 de marzo de 1952     | Transferido a Italia 10 de julio de 1973 donde recibió el nombre de Livio Piomarta (S 515), dado de baja el 28 de febrero de 1986 y destino desconocido.                   |
| Wahoo   | SS-565 | Portsmouth Naval Shipyard | 24 de octubre de 1949  | 16 de octubre de 1951  | 30 de mayo de 1952      | Dado de baja el 27 de junio de 1980, desguazado 1984 |
| Trout   | SS-566 | Electric Boat             | 1 de diciembre de 1949 | 21 de agosto de 1951   | 27 de junio de 1952     | Transferido a Irán el 19 de diciembre de 1978, transferencia rescindida en marzo de 1979, en limbo 1979-92, banco de pruebas de sonda USN 1994-2007, desguazado en el 2008 |
| Gudgeon | SS-567 | Portsmouth Naval Shipyard | 20 de mayo de 1950     | 11 de junio de 1952    | 21 de noviembre de 1952 | Transferido a Turquía 1983, dado de baja 2004, conservado como museo |
| Harder  | SS-568 | Electric Boat             | 30 de junio de 1950    | 3 de diciembre de 1951 | 19 de agosto de 1952    | Dado de baja en enero de 1973. Transferido a Italia 18 de agosto de 1974 donde recibió el nombre de Romeo Romei S516, dado de baja y desguazado en 1988.                   |

En 1967, los Tang, Wahoo, Gudgeon y Harder recibieron una sección adicional de 15 pies (4,6 m) (cinco cuadernas adicionales entre las cuadernas 42 y 43) para acomodar la instalación del sonar pasivo de alcance del sistema pasivo de control de disparo bajo el agua BQG-4 (PUFFS) , se añadieron tres cúpulas en la parte superior, y equipo adicional de control de disparo que permitió el uso del torpedo nuclear Mark 45. Esto dejó las embarcaciones similares en tamaño y capacidad a las conversiones GUPPY III.

## Servicio en otras Armadas
Después de ser dado de baja por la Marina de los EE. UU., a principios de los años setenta, cuatro de los seis barcos de la clase se vendieron como parte del Programa de Asistencia de Defensa Mutua a Italia y Turquía. Los submarinos USS Trigger y USS Harder fueron a Italia, mientras que los submarinos Tang y Gudgeon, vendidos a Turquía, permanecieron en servicio hasta 2004.
También existía el propósito de transferir algunas unidades a Irán, en concreto los: Tang, Wahoo y Trout. Desde el 15 de noviembre de 1977, el USS Whoo desempeñó un papel de capacitación para el personal iraní, que debía hacerse cargo del barco hermano USS Trout. El  USS Wahoo en sí también estaba destinado a Irán, pero estos planes fueron cancelados el 31 de marzo de 1979 debido a la Revolución Islámica en este país. Como consecuencia, el 27 de junio de 1980, el USS Wahoo fue dado de baja en la Marina de los EE. UU. Y hundido como un barco blanco.

## Barcos museo
Los dos submarinos de esta clase transferidos a Turquía, TCG Pirireis (ex Tang) y TCG Hizirreis (ex Gudgeon), se conservan como barcos museo en dicho país. El ex Tang está en el Museo del Mar de İnciraltı, en Esmirna, y el ex Gudgeon fue expuesto en el Museo Kocaeli del Comando de Buques en Izmit. Y más tarde atracado en el Museo Naval de Estambul